# خوزه کوبرو سانچز
خوزه کوبرو سانچز (انگلیسی: José Cubero Sánchez; ۱۶ آوریل ۱۹۶۴ – ۳۰ اوت ۱۹۸۵) ورزشکار گاوبازی تورئو اهل اسپانیا بود.

## زندگی
خوزه کوبرو در بوردو، فرانسه، در خانواده‌ای مهاجر اهل اسپانیا به دنیا آمد و در محلهٔ کانیه‌خاس در مادرید بزرگ شد. او از دانش‌آموختگان برجستهٔ مدرسهٔ ملی گاوبازی (Escuela Nacional de Tauromaquia) در ونتا دل باتان بود؛ این مجموعه در کاسا د کامپو، بزرگ‌ترین پارک عمومی مادرید، قرار دارد. در سال ۲۰۱۶، این مدرسه به افتخار او به نام مدرسهٔ گاوبازی جامعهٔ مادرید ال یییو (Escuela Taurina de la Comunidad de Madrid el Yiyo) تغییر نام داد.
در فوریهٔ ۱۹۸۰، او نخستین بار در سن سباستیان د لوس ریس در میدان گاوبازی به‌همراه پیکادورها روی صحنه رفت؛ در این برنامه، او در کنار کارلوس آراگون و آنتونیو آمورس گاوبازی کرد. در همان سال، او در رتبه‌بندی گاوبازان تازه‌کار (نووی‌یه‌رو) صدرنشین شد و جایزهٔ مشهور کفش طلایی (Zapato de Oro) شهر آرنِدو را به دست آورد.
کوبرو آلترناتیوا (آیین ورود به مقام گاوباز کامل) را در ۳۰ ژوئن ۱۹۸۱ در میدان گاوبازی بورگوس در شمال اسپانیا دریافت کرد. آنخل تروئل نقش «پدرخوانده» را داشت و خوزه ماریا مانسانارس شاهد مراسم بود؛ گاوی که در این مراسم با آن جنگید، «کومادرخو» نام داشت و از دامداری خ. بوئندیا بود. مراسم تأیید آلترناتیوای او در ۲۷ مه ۱۹۸۲، در جشنوارهٔ سن ایسیدرو — رویدادی سالانه در میدان گاوبازی لاس ونتاس مادرید — برگزار شد. در این مراسم نیز خوزه ماریا مانسانارس پدرخوانده و امیلیو مونوز شاهد بود؛ گاوی که با آن مبارزه کرد «بوهِمیو» از دامداری فلیکس کامنو بود.

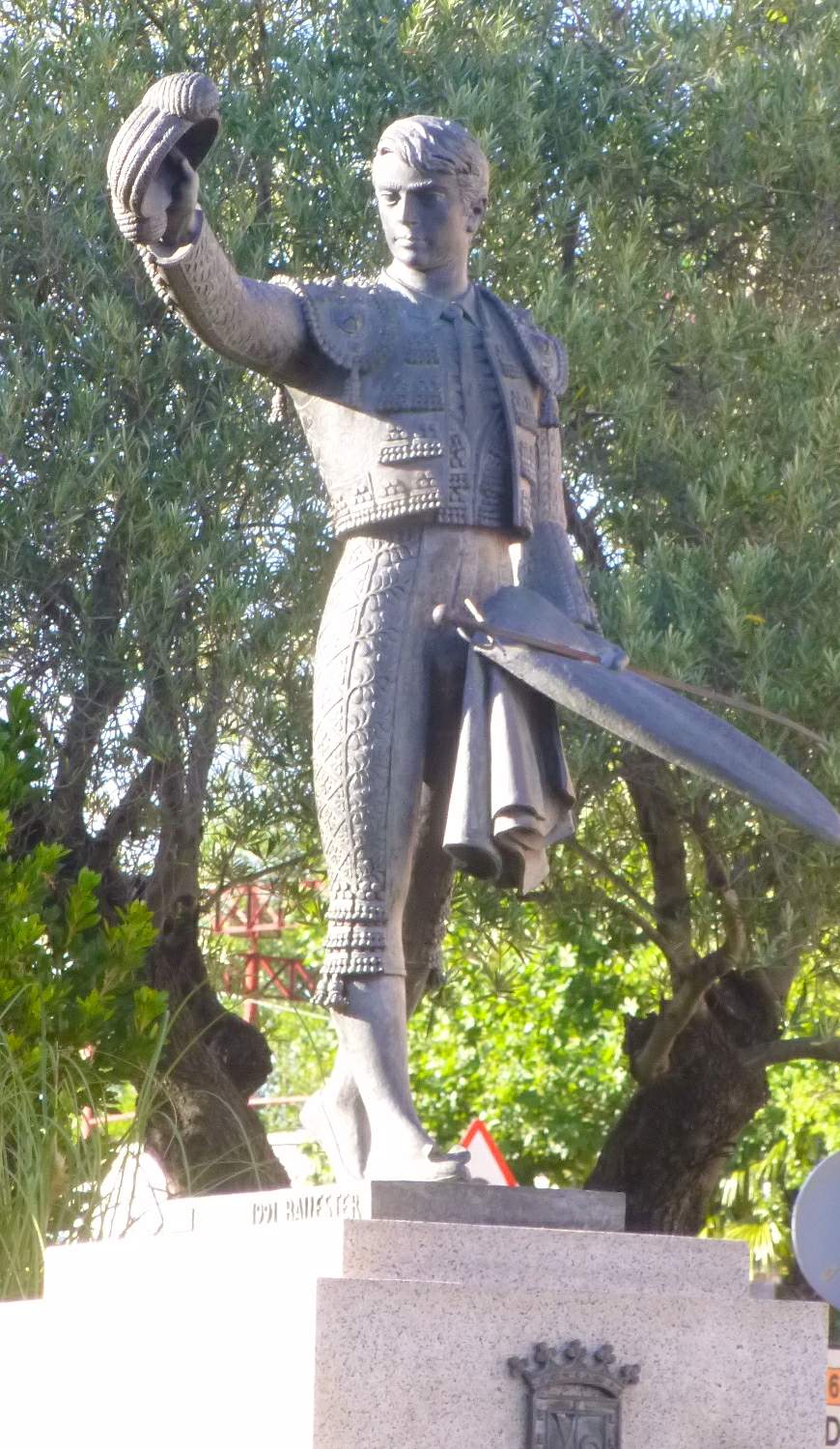
یادبود ال یییو در کولمنار ویخو

کوبرو دوبار از در بزرگ میدان لاس ونتاس خارج شد (به‌معنای موفقیت ویژه)، در ۱ و ۹ ژوئن ۱۹۸۳، هرچند که در سال ۱۹۸۱ نیز به‌عنوان نووی‌یه‌رو در این میدان ظاهر شده بود.
در ۲۶ سپتامبر ۱۹۸۴، ال یییو در پوزوبلانکو با فرانسیسکو ریورا، مشهور به پاکیری، هم‌برنامه شد؛ همان روزی که پاکیری توسط گاوی به نام آویسپادو، که تصور می‌کرد مرده است، به‌طور مرگبار زخمی شد. در فرهنگ عامه، این برنامهٔ گاوبازی به‌عنوان «نفرین‌شده» شناخته می‌شود (چرا که کوبرو نیز کمتر از یک سال بعد، به‌شکل مشابهی در میدان کشته شد).

## مرگ
کوبرو که به نمادی در گاوبازی بدل شده بود و امید بسیاری از هواداران را در دل داشت و در نتیجه از محبوبیت زیادی برخوردار بود، در ۳۰ اوت ۱۹۸۵، به‌جای کورو رومرو در میدان گاوبازی کولمنار ویخو حاضر شد تا به‌همراه آنتونیو چنل («آنتونیته») و خوزه لوئیس پالومار، با گاوهایی از دامداری مارکوس نونیِز، گاوبازی کند. ششمین گاو آن بعدازظهر، که بورلرو نام داشت، مبارزه‌ای دشوار با کوبرو داشت که با یک استوکادا (ضربهٔ شمشیر برای کشتن گاو) پایان یافت که کوبرو را از گاو جدا کرد. او به زمین غلتید و دستیارانش برای کمک آمدند، اما گاو مستقیماً به سمت کوبرو بازگشت و او را از زیر بغل زخمی کرد. شاخ گاو مستقیماً به قلب کوبرو اصابت کرد و آن را به دو نیم کرد؛ او تقریباً بلافاصله کشته شد، اما هنوز توانست با صدایی ضعیف به دوستش بگوید: «پالی، این گاو منو کشت» و سپس جان سپرد. او فقط ۲۱ سال داشت. مراسم خاک‌سپاری او در لاس ونتاس برگزار شد و مقام‌های رسمی، دیگر گاوبازان و هواداران در آن حاضر بودند. سپس او را روی دوش تشییع کردند و در گورستان آلمودنا به خاک سپردند.
در راستای بزرگداشت یاد او، تندیسی از کوبرو در بیرون میدان گاوبازی کولمنار ویخو نصب شده‌است و تندیس دیگری به یادش، که اثر لوئیس سانگینو است، در بیرون لاس ونتاس قرار دارد. در سال ۱۹۸۵، روزنامه‌نگار و نویسندهٔ مشهور آنتونیو د. اولانو، کتابی به‌نام یییو. بدرود ای شاهزاده، بدرود را به یاد او نگاشت.